# Emre Belözoğlu
Emre Belözoğlu, kurz Emre genannt, (* 7. September 1980 in Zeytinburnu) ist ein ehemaliger türkischer Fußballspieler und derzeitiger -trainer.

## Karriere
Seine Fußballkarriere begann Emre im Alter von sieben Jahren bei seinem Heimatverein Güneşspor. 1990 kam dann der Wechsel zum Istanbuler Traditionsverein Zeytinburnuspor. Schon als Zehnjähriger zog er die Blicke der türkischen Süper-Lig-Talentsucher auf sich. Im Jahr 1995 folgte der Wechsel in die Jugend von Galatasaray Istanbul.
Mittlerweile spielte er auch schon für die türkische U-16-Auswahl, anschließend folgten U-18 und U-21. 1997 wurde er mit Galatasaray Istanbul zum ersten Mal türkischer Meister. Zudem spielte er noch im selben Jahr in der UEFA Champions League und wurde mit seinen 17 Jahren der jüngste Spieler, der jemals für Galatasaray ein Europokalspiel bestritt. 1998, 1999 und 2000 folgten weitere türkische Meistertitel mit Galatasaray sowie 1999 und 2000 der türkische Pokal. 2000 wurde er UEFA-Pokal-Sieger, doch durch einen Platzverweis, den sich Emre im Halbfinale gegen Leeds United holte, war er im Finale gesperrt.
Die Saison 2000/01 begann für Galatasaray Istanbul und Emre mit dem Sieg des Europäischen Supercups gegen Real Madrid. Zudem schaffte man in der Champions League den Einzug ins Viertelfinale, in welchem man gegen Real Madrid ausschied, obwohl das erste Spiel trotz eines 2:0-Rückstandes mit 3:2 gewonnen wurde.
Nach Abschluss der Saison 2000/01 wechselte er gemeinsam mit seinem Teamkollegen Okan Buruk nach Vertragsende ablösefrei ins Ausland zu Inter Mailand. Mit Inter Mailand wurde er 2003 italienischer Vizemeister und 2005 italienischer Pokalsieger.
Als Nationalspieler erreichte Emre mit der Türkei den dritten Platz bei der WM 2002 in Japan und Südkorea. Dort kam er bei sechs Partien zum Einsatz und erzielte beim 1:1 gegen Costa Rica ein Tor.
2004 wurde er von Pelé für die FIFA-100-Liste ausgewählt, auf der die 125 besten Fußballspieler aufgeführt sind.
Seit Anfang der Saison 2005/06 spielte Emre bei Newcastle United. Der Wechselgrund weg von Inter Mailand war, dass er gegen Ende der Saison 2004/05 selten eingesetzt wurde. Obwohl er von Fenerbahçe Istanbul ein besseres Angebot bekommen hatte als von Newcastle United, wechselte er bewusst dorthin, weil er Erfahrungen in England sammeln wollte.
Wegen Ausschreitungen im Anschluss an das WM-Qualifikationsspiel in Istanbul gegen die Schweiz wurde Emre mit einer Sperre von sechs Pflichtspielen der türkischen Nationalmannschaft bestraft, die aber anschließend auf vier reduziert wurde. Am 15. April 2012 wurde er beschuldigt und gab zu, im Derby gegen Trabzonspor seinen Gegenspieler Didier Zokora rassistisch beleidigt zu haben, er soll wiederholt die Worte pis zenci (dreckiger Neger) zu ihm gesagt haben.
Am 1. Juni 2008 erteilte Newcastle United Emre die Freigabe für einen Transfer zu Fenerbahçe Istanbul, da er sich rassistisch über seine Gegenspieler  geäußert habe. Nachdem sich beide Vereine auf eine Ablösesumme von ungefähr 4,5 Millionen Euro einigen konnten, unterzeichnete Emre einen Vierjahresvertrag mit einem Jahresgehalt von ca. 3,5 Millionen Euro.
Sein erstes Pflichtspiel für Fenerbahçe bestritt Emre gegen den MTK Budapest in Istanbul am 30. Juli 2008, wo er in der 75. Minute eingewechselt wurde. Im Rückspiel des CL-Qualifikationsspiels in Budapest erzielte er sein erstes Tor bei einem Pflichtspiel für Fenerbahçe, indem er in der 67. Minute einen Elfmeter verwandelte. In seiner ersten Saison bei Fenerbahçe absolvierte Emre 37 Pflichtspiele.
Zur Saison 2012/13 wechselte Emre für zwei Jahre zu Atlético Madrid.
Sein erstes Pflichtspieltor erzielte er am 25. Oktober 2012 per Freistoß zum 2:0 gegen Académica de Coimbra in der UEFA Europa League–Begegnung. Nach einem halben Jahr kehrte Emre am 31. Januar 2013 zu Fenerbahçe zurück; er unterschrieb einen Vertrag bis zum 30. Juni 2015.
Nachdem Belözoğlu im Sommer 2015 seitens der Vereinsführung von Fenerbahçe keinen Anschlussvertrag erhalten hatte, wechselte er ablösefrei zum Lokal- und Ligarivalen Istanbul Başakşehir.
Am 1. Juli 2019 kehrte Emre mit 38 Jahren zu seinem Herzensverein Fenerbahçe Istanbul zurück und erhielt einen Einjahresvertrag. Er selbst beschrieb seine Rückkehr auf dem offiziellen Instagram-Profil von Fenerbahçe Istanbul wie folgt: „Als Kanarienvogel bin ich nun in mein Nest zurückgekehrt.“
Am 7. September 2019 bestritt er im Rahmen der Qualifikation für die EM 2020 sein 100. Länderspiel.

## Erfolge und Auszeichnungen

### Verein
- Galatasaray Istanbul (1997–2001)
  - Türkischer Meister: 1997, 1998, 1999, 2000
  - Präsidenten-Pokalsieger: 1997 (ohne Einsatz)
  - Türkischer Pokalsieger: 1999, 2000
  - UEFA-Pokalsieger: 2000
  - UEFA-Super-Cup-Sieger: 2000
- Inter Mailand (2001–2005)
  - Italienischer Pokalsieger: 2005
- Newcastle United (2005–2008)
  - UEFA Intertoto Cup: 2006
- Fenerbahçe Istanbul (2008–2012 und 2013–2015)
  - Türkischer Meister: 2011, 2014
  - Türkischer Pokalsieger: 2012, 2013
  - Türkischer Supercupsieger: 2009, 2014
- Atlético Madrid (2012–2013)
  - UEFA-Super-Cup-Ssieger: 2012
  - Spanischer Pokalsieger: 2013 1

### Nationalmannschaft
- FIFA-Weltmeisterschaft:
  - Dritter 2002 in Japan und Südkorea
- UEFA-Europameisterschaft:
  - Halbfinalist 2008 in Österreich und der Schweiz

### Persönliche Ehrungen
- Inter Mailand (2001–2005)
  - Pirata d’Oro (Inter Spieler des Jahres): 2003
  - Gewählt in die FIFA 100

## Statistik

### Einsatzdaten im Verein
| Profikarriere                                         | Profikarriere                                         | Profikarriere                                         | Liga                                                      | Liga                                                      | Pokale                                                    | Pokale                                                    | Pokale                                                    | Pokale                                                    | UEFA                                                      | UEFA                                                      | UEFA                                                      | UEFA                                                      | Gesamt                                                    | Gesamt                                                    |
| Saison                                                | Verein                                                | Liga                                                  | Spiele                                                    | Tore                                                      | Spiele                                                    | Tore                                                      | Spiele                                                    | Tore                                                      | Spiele                                                    | Tore                                                      | Spiele                                                    | Tore                                                      | Spiele                                                    | Tore                                                      |
| ----------------------------------------------------- | ----------------------------------------------------- | ----------------------------------------------------- | --------------------------------------------------------- | --------------------------------------------------------- | --------------------------------------------------------- | --------------------------------------------------------- | --------------------------------------------------------- | --------------------------------------------------------- | --------------------------------------------------------- | --------------------------------------------------------- | --------------------------------------------------------- | --------------------------------------------------------- | --------------------------------------------------------- | --------------------------------------------------------- |
| Türkei                                                | Türkei                                                | Türkei                                                | Lig                                                       | Lig                                                       | Türkiye Kupası                                            | Türkiye Kupası                                            | Cumhurbaşk. Kupası                                        | Cumhurbaşk. Kupası                                        | Qualifikation                                             | Qualifikation                                             | Turnier                                                   | Turnier                                                   | Gesamt                                                    | Gesamt                                                    |
| 1996/97                                               | Galatasaray                                           | Süper Lig (ehemals 1. Lig)                            | 1                                                         | 0                                                         | -                                                         | -                                                         | 0                                                         | 0                                                         | -                                                         | -                                                         | -                                                         | -                                                         | 1                                                         | 0                                                         |
| 1997/98                                               | Galatasaray                                           | Süper Lig (ehemals 1. Lig)                            | 23                                                        | 2                                                         | 8                                                         | 0                                                         | 1                                                         | 0                                                         | 0                                                         | 0                                                         | 2                                                         | 0                                                         | 34                                                        | 2                                                         |
| 1998/99                                               | Galatasaray                                           | Süper Lig (ehemals 1. Lig)                            | 27                                                        | 2                                                         | 6                                                         | 2                                                         | –                                                         | –                                                         | 1                                                         | 0                                                         | 2                                                         | 0                                                         | 36                                                        | 4                                                         |
| 1999/00                                               | Galatasaray                                           | Süper Lig (ehemals 1. Lig)                            | 24                                                        | 5                                                         | 4                                                         | 0                                                         | –                                                         | –                                                         | 2                                                         | 0                                                         | 11                                                        | 1                                                         | 41                                                        | 6                                                         |
| 2000/01                                               | Galatasaray                                           | Süper Lig (ehemals 1. Lig)                            | 27                                                        | 5                                                         | 3                                                         | 4                                                         | –                                                         | –                                                         | 2                                                         | 0                                                         | 9                                                         | 0                                                         | 41                                                        | 9                                                         |
| Gesamt                                                | Gesamt                                                | Gesamt                                                | 102                                                       | 14                                                        | 21                                                        | 6                                                         | 1                                                         | 0                                                         | 5                                                         | 0                                                         | 24                                                        | 1                                                         | 153                                                       | 21                                                        |
| Italien                                               | Italien                                               | Italien                                               | Serie                                                     | Serie                                                     | Coppa Italia                                              | Coppa Italia                                              | Supercoppa italiana                                       | Supercoppa italiana                                       | Qualifikation                                             | Qualifikation                                             | Turnier                                                   | Turnier                                                   | Gesamt                                                    | Gesamt                                                    |
| 2001/02                                               | Inter Mailand                                         | Serie A                                               | 14                                                        | 0                                                         | 1                                                         | 0                                                         | –                                                         | –                                                         | –                                                         | –                                                         | 6                                                         | 0                                                         | 21                                                        | 0                                                         |
| 2002/03                                               | Inter Mailand                                         | Serie A                                               | 25                                                        | 3                                                         | 0                                                         | 0                                                         | –                                                         | –                                                         | 0                                                         | 0                                                         | 12                                                        | 1                                                         | 37                                                        | 4                                                         |
| 2003/04                                               | Inter Mailand                                         | Serie A                                               | 21                                                        | 0                                                         | 3                                                         | 0                                                         | –                                                         | –                                                         | –                                                         | –                                                         | 6                                                         | 0                                                         | 30                                                        | 0                                                         |
| 2004/05                                               | Inter Mailand                                         | Serie A                                               | 19                                                        | 0                                                         | 2                                                         | 1                                                         | –                                                         | –                                                         | 1                                                         | 0                                                         | 5                                                         | 0                                                         | 27                                                        | 1                                                         |
| Gesamt                                                | Gesamt                                                | Gesamt                                                | 79                                                        | 3                                                         | 6                                                         | 1                                                         | -                                                         | -                                                         | 1                                                         | 0                                                         | 29                                                        | 1                                                         | 115                                                       | 5                                                         |
| England                                               | England                                               | England                                               | League                                                    | League                                                    | FA Cup                                                    | FA Cup                                                    | League Cup                                                | League Cup                                                | Qualifikation                                             | Qualifikation                                             | Turnier                                                   | Turnier                                                   | Gesamt                                                    | Gesamt                                                    |
| 2005/06                                               | Newcastle United                                      | Premier League                                        | 20                                                        | 2                                                         | 3                                                         | 0                                                         | 1                                                         | 0                                                         | 1                                                         | 0                                                         | –                                                         | –                                                         | 25                                                        | 2                                                         |
| 2006/07                                               | Newcastle United                                      | Premier League                                        | 24                                                        | 2                                                         | 0                                                         | 0                                                         | 2                                                         | 0                                                         | 4                                                         | 1                                                         | 8                                                         | 0                                                         | 38                                                        | 3                                                         |
| 2007/08                                               | Newcastle United                                      | Premier League                                        | 14                                                        | 1                                                         | 1                                                         | 0                                                         | 2                                                         | 0                                                         | –                                                         | –                                                         | –                                                         | –                                                         | 17                                                        | 1                                                         |
| Gesamt                                                | Gesamt                                                | Gesamt                                                | 58                                                        | 5                                                         | 4                                                         | 0                                                         | 5                                                         | 0                                                         | 5                                                         | 1                                                         | 8                                                         | 0                                                         | 80                                                        | 6                                                         |
| Türkei                                                | Türkei                                                | Türkei                                                | Lig                                                       | Lig                                                       | Türkiye Kupası                                            | Türkiye Kupası                                            | TFF Süper Kupa                                            | TFF Süper Kupa                                            | Qualifikation                                             | Qualifikation                                             | Turnier                                                   | Turnier                                                   | Gesamt                                                    | Gesamt                                                    |
| 2008/09                                               | Fenerbahçe                                            | Süper Lig                                             | 25                                                        | 1                                                         | 6                                                         | 0                                                         | –                                                         | –                                                         | 3                                                         | 1                                                         | 3                                                         | 0                                                         | 37                                                        | 2                                                         |
| 2009/10                                               | Fenerbahçe                                            | Süper Lig                                             | 25                                                        | 1                                                         | 7                                                         | 0                                                         | 1                                                         | 0                                                         | 3                                                         | 0                                                         | 6                                                         | 1                                                         | 42                                                        | 2                                                         |
| 2010/11                                               | Fenerbahçe                                            | Süper Lig                                             | 27                                                        | 4                                                         | 1                                                         | 0                                                         | –                                                         | –                                                         | 3                                                         | 2                                                         | –                                                         | –                                                         | 31                                                        | 6                                                         |
| 2011/12                                               | Fenerbahçe                                            | Süper Lig                                             | 22                                                        | 5                                                         | 2                                                         | 0                                                         | –                                                         | –                                                         | –                                                         | –                                                         | –                                                         | –                                                         | 24                                                        | 5                                                         |
| 2012                                                  | Fenerbahçe                                            | Süper Final                                           | 4                                                         | 1                                                         | –                                                         | –                                                         | –                                                         | –                                                         | –                                                         | –                                                         | –                                                         | –                                                         | 4                                                         | 1                                                         |
| Gesamt                                                | Gesamt                                                | Gesamt                                                | 103                                                       | 12                                                        | 16                                                        | 0                                                         | 1                                                         | 0                                                         | 9                                                         | 3                                                         | 9                                                         | 1                                                         | 138                                                       | 16                                                        |
| Spanien                                               | Spanien                                               | Spanien                                               | División                                                  | División                                                  | Copa del Rey                                              | Copa del Rey                                              | Supercopa de España                                       | Supercopa de España                                       | Qualifikation                                             | Qualifikation                                             | Turnier                                                   | Turnier                                                   | Gesamt                                                    | Gesamt                                                    |
| 2012/13                                               | Club Atlético                                         | Primera División                                      | 7                                                         | 0                                                         | 3                                                         | 0                                                         | –                                                         | –                                                         | –                                                         | –                                                         | 7                                                         | 1                                                         | 17                                                        | 1                                                         |
| Gesamt                                                | Gesamt                                                | Gesamt                                                | 7                                                         | 0                                                         | 3                                                         | 0                                                         | -                                                         | -                                                         | -                                                         | -                                                         | 7                                                         | 1                                                         | 17                                                        | 1                                                         |
| Türkei                                                | Türkei                                                | Türkei                                                | Lig                                                       | Lig                                                       | Türkiye Kupası                                            | Türkiye Kupası                                            | TFF Süper Kupa                                            | TFF Süper Kupa                                            | Qualifikation                                             | Qualifikation                                             | Turnier                                                   | Turnier                                                   | Gesamt                                                    | Gesamt                                                    |
| 2012/13                                               | Fenerbahçe                                            | Süper Lig                                             | 10                                                        | 2                                                         | 2                                                         | 0                                                         | –                                                         | –                                                         | –                                                         | –                                                         | [ Anm. 5 ]                                                | –                                                         | 12                                                        | 2                                                         |
| 2013/14                                               | Fenerbahçe                                            | Süper Lig                                             | 20                                                        | 6                                                         | 0                                                         | 0                                                         | 1                                                         | 0                                                         | 2                                                         | 0                                                         | –                                                         | –                                                         | 23                                                        | 6                                                         |
| 2014/15                                               | Fenerbahçe                                            | Süper Lig                                             | 26                                                        | 6                                                         | 1                                                         | 0                                                         | –                                                         | –                                                         | –                                                         | –                                                         | –                                                         | –                                                         | 27                                                        | 6                                                         |
| Gesamt                                                | Gesamt                                                | Gesamt                                                | 56                                                        | 14                                                        | 3                                                         | 0                                                         | 1                                                         | 0                                                         | 2                                                         | 0                                                         | -                                                         | -                                                         | 59                                                        | 14                                                        |
| 2015/16                                               | Başakşehir FK                                         | Süper Lig                                             | 26                                                        | 3                                                         | 2                                                         | 0                                                         | –                                                         | –                                                         | 2                                                         | 0                                                         | –                                                         | –                                                         | 30                                                        | 3                                                         |
| 2016/17                                               | Başakşehir FK                                         | Süper Lig                                             | 27                                                        | 4                                                         | 5                                                         | 1                                                         | –                                                         | –                                                         | 4                                                         | 1                                                         | –                                                         | –                                                         | 36                                                        | 6                                                         |
| 2017/18                                               | Başakşehir FK                                         | Süper Lig                                             | 27                                                        | 3                                                         | 1                                                         | 0                                                         | –                                                         | –                                                         | 4                                                         | 0                                                         | 3                                                         | 2                                                         | 35                                                        | 5                                                         |
| 2018/19                                               | Başakşehir FK                                         | Süper Lig                                             | 17                                                        | 1                                                         | 1                                                         | 0                                                         | –                                                         | –                                                         | 2                                                         | 0                                                         | –                                                         | –                                                         | 20                                                        | 1                                                         |
| Gesamt                                                | Gesamt                                                | Gesamt                                                | 97                                                        | 11                                                        | 9                                                         | 1                                                         | -                                                         | -                                                         | 12                                                        | 1                                                         | 3                                                         | 2                                                         | 121                                                       | 15                                                        |
| Fenerbahçe Insgesamt                                  | Fenerbahçe Insgesamt                                  | Fenerbahçe Insgesamt                                  | 159                                                       | 26                                                        | 19                                                        | 0                                                         | 2                                                         | 0                                                         | 11                                                        | 3                                                         | 9                                                         | 1                                                         | 197                                                       | 30                                                        |
| Türkei Insgesamt                                      | Türkei Insgesamt                                      | Türkei Insgesamt                                      | 358                                                       | 51                                                        | 49                                                        | 7                                                         | 3                                                         | 0                                                         | 28                                                        | 4                                                         | 36                                                        | 4                                                         | 474                                                       | 66                                                        |
| Gesamtkarriere                                        | Gesamtkarriere                                        | Gesamtkarriere                                        | 502                                                       | 59                                                        | 62                                                        | 8                                                         | 8                                                         | 0                                                         | 34                                                        | 5                                                         | 80                                                        | 6                                                         | 686                                                       | 78                                                        |
| Stand: 17. März 2019, 26. Spieltag der Saison 2018/19 | Stand: 17. März 2019, 26. Spieltag der Saison 2018/19 | Stand: 17. März 2019, 26. Spieltag der Saison 2018/19 | Anmerkungen: 1. 2. 3. 4. 5. Quellen: 1. 2. 3. 4. 5. 6. 7. | Anmerkungen: 1. 2. 3. 4. 5. Quellen: 1. 2. 3. 4. 5. 6. 7. | Anmerkungen: 1. 2. 3. 4. 5. Quellen: 1. 2. 3. 4. 5. 6. 7. | Anmerkungen: 1. 2. 3. 4. 5. Quellen: 1. 2. 3. 4. 5. 6. 7. | Anmerkungen: 1. 2. 3. 4. 5. Quellen: 1. 2. 3. 4. 5. 6. 7. | Anmerkungen: 1. 2. 3. 4. 5. Quellen: 1. 2. 3. 4. 5. 6. 7. | Anmerkungen: 1. 2. 3. 4. 5. Quellen: 1. 2. 3. 4. 5. 6. 7. | Anmerkungen: 1. 2. 3. 4. 5. Quellen: 1. 2. 3. 4. 5. 6. 7. | Anmerkungen: 1. 2. 3. 4. 5. Quellen: 1. 2. 3. 4. 5. 6. 7. | Anmerkungen: 1. 2. 3. 4. 5. Quellen: 1. 2. 3. 4. 5. 6. 7. | Anmerkungen: 1. 2. 3. 4. 5. Quellen: 1. 2. 3. 4. 5. 6. 7. | Anmerkungen: 1. 2. 3. 4. 5. Quellen: 1. 2. 3. 4. 5. 6. 7. |

### Einsatzdaten in der Nationalmannschaft
| Jahr(e)                                | Wettbewerb                             | Spiele | Tore | 0Siege0 | 0Remis0 | Niederlagen | Gegner / Quelllink                     |
| -------------------------------------- | -------------------------------------- | ------ | ---- | ------- | ------- | ----------- | -------------------------------------- |
| 2000                                   | Freundschaftsspiel                     | 3      | 0    | 0       | 0       | 3           | NOR BIH FRA                            |
| 2000                                   | FIFA World Cup 2002-Qualifikation      | 1      | 1    | 1       | 0       | 0           | MDA*                                   |
| 2001                                   | Freundschaftsspiel                     | 2      | 0    | 0       | 1       | 1           | ALB NOR                                |
| 2001                                   | FIFA World Cup 2002-Qualifikation      | 3      | 0    | 1       | 1       | 1           | AZE MKD SWE                            |
| 2002                                   | Freundschaftsspiel                     | 4      | 1    | 2       | 2       | 0           | KOR CHI GEO ITA*                       |
| 2002                                   | FIFA World Cup 2002                    | 6      | 1    | 3       | 1       | 2           | BRA CRC* CHN SEN BRA KOR               |
| 2002                                   | UEFA Euro 2004-Qualifikation           | 3      | 0    | 3       | 0       | 0           | SVK MKD LIE                            |
| 2003                                   | Freundschaftsspiel                     | 1      | 0    | 0       | 1       | 0           | IRL                                    |
| 2003                                   | UEFA Euro 2004-Qualifikation           | 6      | 0    | 2       | 2       | 2           | ENG SVK MKD ENG LVA                    |
| 2004                                   | Freundschaftsspiel                     | 3      | 0    | 2       | 0       | 1           | BEL AUS BLR                            |
| 2004                                   | FIFA World Cup 2006-Qualifikation      | 4      | 0    | 0       | 3       | 1           | GEO GRE DEN UKR                        |
| 2005                                   | Freundschaftsspiel                     | 1      | 0    | 0       | 0       | 1           | BUL                                    |
| 2005                                   | FIFA World Cup 2006-Qualifikation      | 6      | 0    | 5       | 1       | 0           | ALB GEO GRE KAZ ALB SUI                |
| 2006                                   | Freundschaftsspiel                     | 1      | 0    | 0       | 1       | 0           | ITA                                    |
| 2007                                   | Freundschaftsspiel                     | 1      | 0    | 0       | 0       | 1           | ROU                                    |
| 2007                                   | UEFA Euro 2008-Qualifikation           | 7      | 1    | 3       | 3       | 1           | NOR MLT HUN MDA GRE NOR* BIH           |
| 2008                                   | Freundschaftsspiel                     | 4      | 0    | 2       | 1       | 1           | SWE SVK URU FIN                        |
| 2008                                   | UEFA Euro 2008                         | 1      | 0    | 0       | 0       | 1           | POR                                    |
| 2008                                   | FIFA World Cup 2010-Qualifikation      | 2      | 1    | 1       | 1       | 0           | ARM BEL*                               |
| 2009                                   | Freundschaftsspiel                     | 1      | 0    | 0       | 1       | 0           | CIV                                    |
| 2009                                   | FIFA World Cup 2010-Qualifikation      | 5      | 1    | 2       | 1       | 2           | ESP EST BIH* ARM                       |
| 2010                                   | Freundschaftsspiel                     | 5      | 1    | 4       | 0       | 1           | HON CZE NIR USA ROU*                   |
| 2010                                   | UEFA Euro 2012-Qualifikation           | 4      | 0    | 2       | 0       | 2           | KAZ BEL GER AZE                        |
| 2011                                   | Freundschaftsspiel                     | 2      | 1    | 1       | 1       | 0           | KOR EST*                               |
| 2011                                   | UEFA Euro 2012-Qualifikation           | 4      | 0    | 2       | 1       | 1           | BEL KAZ AZE CRO                        |
| 2012                                   | Freundschaftsspiel                     | 5      | 0    | 3       | 0       | 2           | FIN BUL POR UKR AUT                    |
| 2012                                   | FIFA World Cup 2014-Qualifikation      | 4      | 1    | 1       | 0       | 3           | NED EST* ROU HUN                       |
| 2013                                   | Freundschaftsspiel                     | 2      | 0    | 0       | 1       | 1           | CZE GHA                                |
| 2014                                   | Freundschaftsspiel                     | 1      | 0    | 1       | 0       | 0           | DEN                                    |
| 2014                                   | UEFA Euro 2016-Qualifikation           | 1      | 0    | 0       | 0       | 1           | ISL                                    |
| 2017                                   | FIFA World Cup 2018-Qualifikation      | 2      | 0    | 0       | 0       | 2           | UKR ISL                                |
| 2019                                   | UEFA Euro 2020-Qualifikation           | 4      | 0    | 4       | 0       | 0           | ALB (2), MDA, AND                      |
| 2019                                   | Freundschaftsspiel                     | 2      | 0    | 2       | 0       | 0           | GRC, UZB                               |
| Freundschaftsspiele – Gesamt:          | Freundschaftsspiele – Gesamt:          | 38     | 3    | 17      | 9       | 12          | TFF.org-Datenbank, RSSSF.org-Datenbank |
| UEFA-Euro-Qualifikation – Gesamt:      | UEFA-Euro-Qualifikation – Gesamt:      | 29     | 1    | 16      | 6       | 7           | TFF.org-Datenbank, RSSSF.org-Datenbank |
| UEFA Euro – Gesamt:                    | UEFA Euro – Gesamt:                    | 1      | 0    | 0       | 0       | 1           | TFF.org-Datenbank, RSSSF.org-Datenbank |
| FIFA-World-Cup-Qualifikation – Gesamt: | FIFA-World-Cup-Qualifikation – Gesamt: | 27     | 4    | 11      | 7       | 9           | TFF.org-Datenbank, RSSSF.org-Datenbank |
| FIFA World Cup – Gesamt:               | FIFA World Cup – Gesamt:               | 6      | 1    | 3       | 1       | 2           | TFF.org-Datenbank, RSSSF.org-Datenbank |
| 17                                     | Insgesamt:                             | 101    | 9    | 47      | 23      | 31          | Stand: 11. Oktober 2019                |

Bemerkung:
1. ↑  Ein Stern (*) ist hinter dem FIFA-Länder-Code, wenn Emre Belözoğlu in diesem Spiel ein Tor geschossen hat.